# パッサウ (小惑星)
パッサウ (16498 Passau) は小惑星帯に位置する小惑星。ベルギーの天文学者エリック・エルストがヨーロッパ南天天文台で発見した。
ドイツ南東部、バイエルン州の都市、パッサウから命名された。